# Белфегор (роман)
Вижте пояснителната страница за други значения на Белфегор.
„Белфегор“ (на френски: Belphégor) е роман на френския писател Артюр Бернед. За първи път е публикуван през 1927 г., като същевременно е филмиран. Впоследствие е адаптиран още няколко пъти. Определян е като криминален роман и роман на ужасите.

## Сюжет
Тайнствен зъл призрак витае нощем из залите на прочутия френски музей Лувъра.

## Адаптации
- 1927 г. – „Белфегор“, филмов сериал [1]
- 1965 г. – телевизионен сериал с участието на Жулиет Греко в главната роля [2]
- 1965 г. – „Белфегор“, ежедневен комикс
- 2001 г. – „Белфегор: Фантомът на Лувъра“, игрален филм с участието на Софи Марсо [3]
- 2001 г. – френско-канадски анимационен сериал